# حديد خشبي
الحديد الخشبي (بالألمانية: hölzernes Eisen) مصطلح جدلي يُستخدم غالبًا في البلاغة الفلسفية لوصف استحالة وجود حجة معارضة. المصطلح تناقض لفظي ألماني، يجمع بين مفهوم "الخشبي" العضوي ومفهوم "الحديد" غير العضوي. هذا التناقض في الصفة يُمثل تناقضًا منطقيًا. يحدث عندما تُقابل صفة مُعدّلة اسمها، كما في "الدائرة المربعة"، أو "النار المتجمدة"، أو "الثلج المغلي"، أو "السائل العسر".